# Томаш Малясінський
Томаш Малясінський (пол. Tomasz Malasiński; нар. 23 серпня 1986, м. Новий Торг, Польща) — польський хокеїст, нападник. Виступає за ГКС Тихи в Польській Екстралізі. 
Вихованець хокейної школи «Подгале» (Новий Торг). Виступав за СМС I (Сосновець), ГКС (Ястшембе), «Подгале» (Новий Торг), КХ «Сянок», КТХ Криниця.
У складі національної збірної Польщі учасник чемпіонатів світу 2009 (дивізіон I) і 2010 (дивізіон I). У складі молодіжної збірної Польщі учасник чемпіонату світу 2005. У складі юніорської збірної Польщі учасник чемпіонату світу 2004 (дивізіон I). 
Чемпіон Польщі (2007, 2010). Володар Кубка Польщі (2011).